# Asociación Mundial de Operadores Nucleares

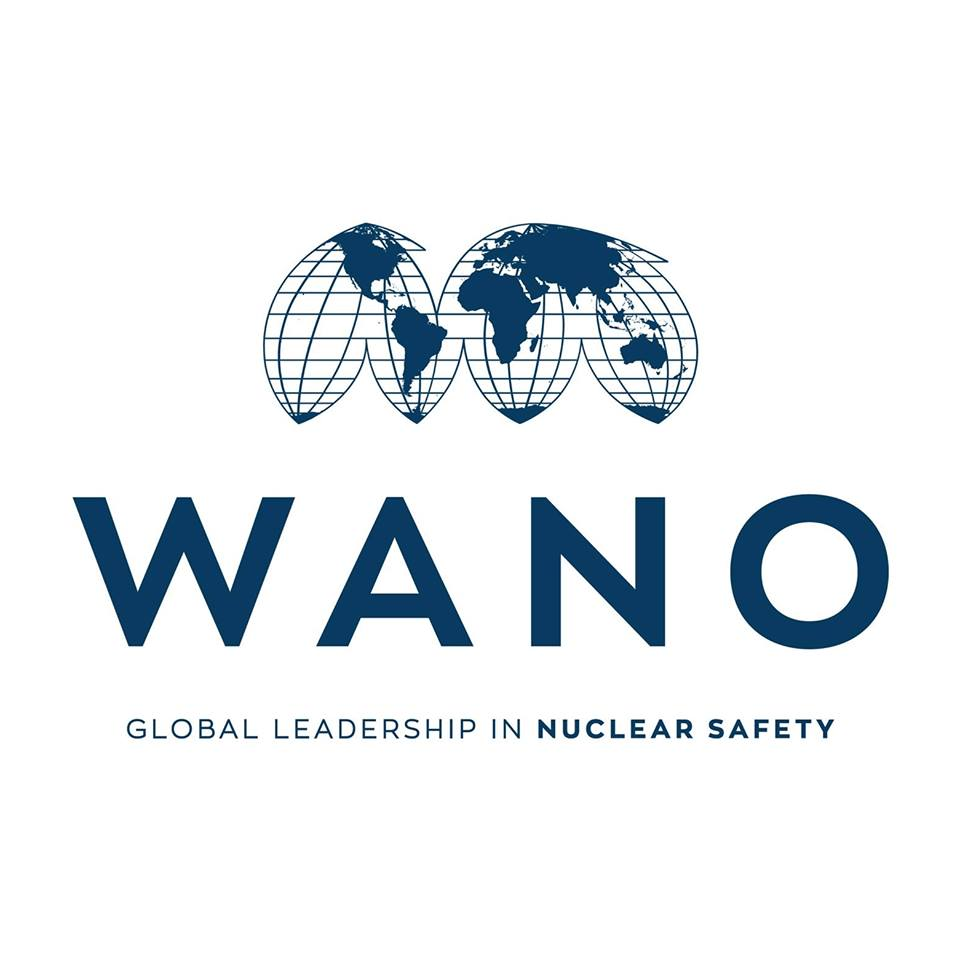
Es una imagen que muestra el mundo y esta organización intenta prevenir que no vuelva a suceder ningún incidente nuclear

La Asociación Mundial de Operadores Nucleares, (en inglés World Association of Nuclear Operators (WANO)) es una organización internacional fundada en 1986 después del accidente de la central nuclear de Chernobyl con el propósito de promover la cooperación y excelencia profesional de las industrias nucleares.
Opera cuatro centros regionales en: Londres, París, Moscú y Atlanta.
Además de impartir seminarios y programas de intercambio, la evaluación de la pericia en la operación de las centrales nucleares es su principal tarea.